# Microsiphum subalpicum
Microsiphum subalpicum är en insektsart. Microsiphum subalpicum ingår i släktet Microsiphum och familjen långrörsbladlöss. Inga underarter finns listade i Catalogue of Life.